# Wrzosy (Rybnik)
Wrzosy (niem. Florianshof) – część miasta Rybnik, położona w rejonie ulicy Pod Lasem, na południowy zachód od centrum Rybnika. 
Dawniej folwark Florianshof w Zamislau (Zamysłów), obecnie części miasta Rybnik w dzielnicy Zamysłów. W drugiej połowie właściciel folwarku wybudował dwór.